# Guliston (Tadjikistan)
Guliston (en tadjik: Гулистон) est un regroupement de plusieurs localités formant une ville (depuis 1963) du nord du Tadjikistan sur la rive occidentale du réservoir de Kaïrakkoum dans la partie occidentale de la vallée de Ferghana. Elle à appartient à la province de Sughd (Sogdiane historique). Sa population était de 42 300 habitants en 2013.

## Toponyme
nom qui signifie « pays des fleurs », ou « jardin des roses 

## Historique
La ville s'est développée dans les années 1950, grâce à la construction du barrage et de la centrale hydroélectrique du réservoir de Kaïrakkoum. Elle formait alors un quartier de Khodjent, nommée à l'époque « Léninabad ». Certaines localités qui en dépendent aujourd'hui lui préexistaient.

## Administration et population
Selon le recensement de 2013, Kaïrakkoum comptait avec ses villes et villages qui en dépendent:
- Karaïkkoum centre-ville: 14 700 habitants
- Adrasman, localité de type urbain: 14 200 habitants
- Kanssaï, localité de type urbain: 5 200 habitants
- Naougarzan, village: 500 habitants
- Syrdaria, localité de type urbain: 2 200 habitants
- Tchoroukh-Daïron, ville: 3 400 habitants
- Zarnissor, localité de type urbain: 2 100 habitants

## Transport
La ville est reliée par le chemin de fer à la gare de Khodjent (ex Léninabad), à 8 kilomètres à l'ouest, qui mène à Kokand.

## Personnalités
- Gafar Valamat-Zadé (1916-1993), danseur, chorégraphe, artiste du Peuple d'URSS